# Апостолаке
Апостолаке (рум. Apostolache) — село у повіті Прахова в Румунії. Входить до складу комуни Апостолаке.
Село розташоване на відстані 77 км на північ від Бухареста, 27 км на північний схід від Плоєшті, 142 км на захід від Галаца, 77 км на південний схід від Брашова.

## Населення
За даними перепису населення 2002 року у селі проживали 1105 осіб, усі — румуни. Усі жителі села рідною мовою назвали румунську.